# Lerodea
Lerodea is een geslacht van vlinders van de familie dikkopjes (Hesperiidae), uit de onderfamilie Hesperiinae.

## Soorten
- L. arabus (Edwards, 1882)
- L. casta Hayward, 1941
- L. dysaules Godman, 1900
- L. emba Evans, 1955
- L. erythrostictus (Prittwitz, 1868)
- L. eufala (Edwards, 1869)
- L. gracia Dyar, 1913
- L. hoffmanni Bell, 1947
- L. mocoreta Hayward, 1939
- L. modesta Hayward, 1940
- L. olivacea Hayward, 1938
- L. remea Bell, 1941
- L. similea Bell, 1942
- L. unicolor Hayward, 1938
- L. uniformis Hayward, 1938
- L. unipunctata Hayward, 1934
- L. williamsi Hayward, 1941
- L. xenos (Mabille, 1897)